# ヴァーネル・フォーニア
ヴァーネル・フォーニア（Vernel Fournier, 1928年 - 2000年11月7日）はアメリカのジャズ・ミュージシャン、ドラマー。
アメリカ合衆国ルイジアナ州ニューオーリンズ生まれ。
1950年代後半、ピアニストのアーマッド・ジャマル率いるトリオのドラマーとして活躍。
ジャズ・ミュージシャンとしてはさほど有名ではないが、ジャズ・ドラマーのあいだではブラシの名手としてリスペクトされている。
2000年、脳動脈瘤にて死去。

## 代表作
- Special Edition